# Cassa di Risparmio di Rimini
La Cassa di Risparmio di Rimini (o Banca Carim) era un ente pubblico economico fondato nel 1840 come cassa di risparmio.

## Storia
Dal 1992 l'ente pubblico economico Cassa di Risparmio di Rimini si trasforma in Fondazione e scorpora l'attività creditizia, conferendola alla Società per Azioni. Nella nuova forma societaria CARIM SpA accresce i volumi attraverso una più capillare presenza nel territorio della provincia di Rimini e nelle aree limitrofe.
Con l'acquisizione di 27 sportelli dal gruppo Capitalia, nel 2002, ha inizio per la banca una fase di espansione sui territori di sei regioni: Emilia-Romagna, Marche, Umbria, Lazio, Abruzzo e Molise (le filiali di queste ultime due regioni saranno poi cedute nel 2015 alla Banca Popolare Pugliese e altri istituti bancari).
Nel 2002 la Banca adotta il logo Banca Carim.
Nel 2005 la banca realizza l'acquisto del pacchetto azionario del Gruppo CIS (Credito Industriale Sammarinese), una delle quattro banche storiche operanti nella Repubblica di San Marino.
Il Ministero del Tesoro, con decreto del 29 settembre 2010, emanato su proposta della Banca d’Italia, ha disposto lo scioglimento degli organi con funzioni di amministrazione e di controllo e la sottoposizione ad amministrazione straordinaria per gravi irregolarità nell'amministrazione e violazioni normative, gravi perdite patrimoniali nonché per gravi inadempienze nell'esercizio dell'attività di direzione e coordinamento del gruppo bancario, con particolare riferimento alla controllata Credito Industriale Sammarinese (CIS).
Il suo capitale sociale è detenuto per il 58,7% dalla Fondazione Cassa di Risparmio di Rimini, mentre la restante quota è distribuita tra circa 7.600 azionisti privati.
Nel gennaio 2013 il consiglio di amministrazione approva la fusione per incorporazione di Eticredito Banca Etica Adriatica.
Nel dicembre 2017 la Cassa di Risparmio di Rimini passa, insieme alla Cassa di Risparmio di Cesena e a quella di San Miniato, al gruppo bancario Crédit Agricole Cariparma (ora denominato Crédit Agricole Italia S.p.A.) con l'intervento del Fondo Interbancario volontario..
Nel febbraio 2018 è approvato il piano di fusione per incorporazione di Cassa di Risparmio di Rimini, Cassa di Risparmio di Cesena, Cassa di Risparmio di San Miniato nella capogruppo Crédit Agricole Cariparma. Decisa anche un'offerta pubblica di acquisto delle azioni delle tre banche in mano ai soci retail.
L'incorporzione della banca in Crédit Agricole Cariparma è stata completata l'8 settembre 2018.